# Тома Томов (журналист)
Вижте пояснителната страница за други личности с името Тома Томов.
Тома Николов Томов е български журналист, автор на документални филми, публицист. Син на началника на концлагера в Белене полковник Томов.

## Произход и младежки години
Роден е на 20 май 1942 г. в София. Баща му, полковник Никола Томов Николов, е работил на дипломатически пост под прикритие в Лондон, бил е резидент на задграничната агентура на Първо управление на ДС (разузнаването),  обявен за persona non grata след провал на разузнавателна операция. От 1959 г. е началник на концлагера в Белене.
Тома Томов завършва журналистика в Софийския държавен университет през 1966 г.
Работи като редактор в списание „Младеж“ (1966 – 1969). Прави серия репортажи от СССР – интервюира Александър Солженицин и Иля Еренбург.
През 1969 г. започва работа като редактор в редакция „Външна информация” при Главна дирекция „Информация” на Българската национална телевизия.

## Секретен сътрудник към ПГУ на Държавна сигурност
С решение № 2 – 716 на Комисията по досиетата от 27.09.2016 г. се открива, че Томов е сътрудничил на ДС в периода 1970 – 1974 г. в качеството си на агент и секретен сътрудник (свален е от отчет през 1974 г.).
С друго решение той е проверен като кандидат за депутат в изборите за XLIV народно събрание през 2017 г.

## Депутат от БСП
През март 2017 г. е избран за депутат в XLIV народно събрание на България от листата на коалиция „БСП за България“, а като доайен на парламента открива първото му заседание на 19 април 2017 г.

## Журналистическа кариера

### „Светът в действие“
През 1969 – 78 г. е редактор в новините на Българската национална телевизия. Води седмичната програма „Панорама“, пътуващ международен кореспондент, създава и води документално-политическата програма „Светът в действие“ – репортажи, коментари, есета, документални филми, интервюта – външнополитически профил. Стаж при Уолтър Кронкайт в Ню Йорк (1974) и ВВС (1976). Пътува многократно в САЩ, Европа, Япония, Азия, Близкия изток и Съветския съюз. По-важните филми, които прави през този период, са „Картър – път към властта“, „От конфронтация към преговори“, „САЩ – земя, хора, власт“ и „Японски колажи“.
Прави филми за гражданската война в Ливан, за Скандинавия, Англия, Куба, Тайланд, американската космическа програма, ракетните преговори САЛТ. Интервюира Джими Картър, Ричард Никсън, Хенри Кисинджър, Сайръс Ванс, Едуард Кенеди, Юджин Маккарти, Джордж Макгавърн, професор Джон Кенет Гълбрайт, Корета Кинг, Марлон Брандо, Рей Бредбъри, Джак Никълсън, астронавтите Стафорд и Митчъл, шаха и шахинята на Иран, Фидел Кастро, Улоф Палме, генералния секретар на ООН Курт Валдхайм, лорд Чарлс Пърси Сноу, Алън Силитоу, Хенри Мур, Енрико Берлингуер и много други.
През 1978 г. печата сборника „Естеството на властта днес“ в 16 екземпляра. Сборникът е иззет от ДС, а Томов – уволнен от телевизията с обвинение за антисъветизъм и идеологическа диверсия. След лично застъпване от Людмила Живкова започва работа във вестник „Култура“ (1979). По нейно предложение снима в Съветския съюз филм за вестник „Литературная газета“. Срещи с академик Г. Арбатов, А. Бовин, Андрей Вознесенски, Евгений Евтушенко, Андрей Тарковски и Владимир Висоцки.

### Студия „Екран“
През 1980 г. е прехвърлен в Студията за телевизионни филми „Екран“, където започва серия от филми за световната политика, култура и изкуство. Снима двусерийния филм „Скритата борба“, а след него – „Хенри Мур“. В продължение на няколко месеца работи над филма за скулптора Хенри Мур в дома му и студиата му в Пери Грийн, Кеймбридж. Снима в Япония филм за архитекта Кензо Танге и паралелно с това – филм за режисьора Акира Куросава (1988) с реж. Оскар Кристанов. Прави документални репортажи за страната, среща се с писателите Кобо Абе и Иноуе Ясуши, както и с архитекта Кишо Курокава.
През 1982 г. Индира Ганди приема сценария на Тома Томов и го кани в Индия, където в продължение на три месеца заедно с Рангел Вълчанов снима в дома ѝ и по време на пътуванията ѝ из страната. Резултатът е 35-милиметровият пълнометражен филм „Индия, моя любов“.
През 1987 г. снима в Съветския съюз двусериен документален филм, озаглавен „Революция на мисълта“, с водещи фигури на Перестройката.
През 1988 г. работи върху сценарий за Китай и заминава за Пекин и Ханчжоу, където работи в Художествената академия с професор Марин Върбанов.
Заедно с режисьора Здравко Драгнев създава филма „Вечният светилник“ (в две серии) за Софийския университет. Интервюира Цветан Тодоров, академик Дмитрий Лихачов и Умберто Еко.
През 1988 – 89 г. снима в САЩ документален филм „Америка – идеи за промяна“. Интервюира ексклузивно Тед Търнър, Доналд Кендал, Уилям Стайрън, Ричард Майер, Курт Вонегът и Карл Сейгън.
През 1986 – 89 г. е външнополитически наблюдател на вестник „Труд“.

### „Наблюдател“
През 1989 г. снима падането на Берлинската стена. Върнат е на работа като политически коментатор в Българската телевизия. Прави коментари и авторски документални филми. Ексклузивно интервю в Израел с президента Хаим Херцог и филм „Евреите“. Снима в Съединените щати двусерийния филм „Свят без стени“. Интервюира ексклузивно четири пъти Михаил Горбачов – в Кремъл и на преговорите с президента Джордж Х. У. Буш през 1991 г. Интервюира Жак Делор в Брюксел, Хелмут Кол и Ханс-Дитрих Геншер в Бон, снима документални филми за Сингапур и за свръхскоростните железници във Франция и Германия. През 1992 – 1993 г. заминава за Ню Йорк, откъдето изпраща материали за вестник „Труд“ и пише сборник от есета за града. Срещи и ексклузивни интервюта с Кристо и Гена Димитрова.
През 1993 – 96 г. създава, продуцира и води авторска програма в националната телевизия. Заедно с Димитри Иванов водят 60 минути всяка седмица „Наблюдател“ – отначало по Ефир 2, а след това по Канал 1. По-значими реализации на „Наблюдател“ са: „Страстите български – Българският Великден“, две серии, с професор Тончо Жечев, заснети в Цариград. Ексклузивните интервюта по света с Лех Валенса, Ицхак Рабин, Шимон Перес, Езер Вайцман, Михаил Горбачов, Нурсултан Назърбаев, Адам Михник, лорд Оуен, лорд Карингтън, Кристо, Гена Димитрова, Анджей Вайда, Н. Кончаловски, графиня Дьонхоф, аятолах Рафсанджани, патриарх Алексий II, баба Ванга, Иван Ненов, Петър Увалиев, Дора Валие. Много авторитетни български политически дейци, общественици, обикновени хора. Документален филм за Христос, заснет в Ерусалим, Назарет, Витлеем и Кумран, с участието на световни експерти, филм за св. Иван Рилски, филм за АЕЦ „Козлодуй“ и американската и френска ядрени енергетики, филм за Газпром, заснет на полуостров Ямал в Сибир, филми за „Боинг“, заснети в Сиатъл, за „Еърбъс“ в Тулуза, филм за английската автомобилна промишленост, заводите на Роувър в Оксфорд и Каули, филми за Франция, Германия, Италия, Иран, Ирак, Израел, Югославия, Сирия, едночасов документален филм заснет на борда на самолетоносача „Джордж Вашингтон“, ексклузивни портрети на поетите Александър Геров и Христо Фотев – общо над 160 часа телевизионни програми, за които „Наблюдател“ получава последователно наградата за най-добро телевизионно журналистическо предаване през 1994 и 1995 г., както и награда на Министерство на отбраната за филмите за българската авиация и флот.
Т. Томов взема златен медал и Голямата награда на Световното архитектурно биенале 1982 за филма „Кендзо Танге“.
През 1998 г. публикува във вестник „Труд“ разследването „Превратът – Луканов и Москва. Девет години по-късно.“ Публикува „Как бе обединена Германия – едно изследване на Историята“.
Ексклузивно интервюира в Израел Шимон Перец и публикува изследването „В търсене на историческия Исус“ (декември 1999).

### След 2000 г.
През 2000 – 2001 г. създава документален филм за живота на Виктор Шемтов в Ерусалим и прави телевизионно предаване за съдбата на българските евреи. Отразява за вестник „Труд“ президентските избори в САЩ – „Отмъщението на династията Буш“.
През 2001 – 2002 година работи като директор на новините и паралелно продуцира и води програма „Наблюдател“ в Нова телевизия. Прави документален филм „Един цар в Ню Йорк“, снима в Париж филмов портрет на Жак Делор, разговаря с Далай Лама, филм за папата в Рим, репортажи от Съединените щати, Европа и страната.
Филмът „Рисувачът на коне“ печели първа награда и златен медал в национален телевизионен конкурс.
През 2002 г. продуцира документален филм за встъпването на България в НАТО, създава двусериен документален филм „Катедралата на Козлодуй“.
През 2003 г. завършва документалния филм „Тъй рече Ванга“. Води седмична страница „Анализи“ във вестник „Стандарт“.
През май 2005 г. заема поста главен редактор на в. „Стандарт“. През август 2006 г. подава оставка от поста.